# Fredrik Oldrup Jensen
Fredrik Oldrup Jensen, né le 18 mai 1993 à Skien en Norvège, est un footballeur norvégien. Il évolue au poste de milieu défensif au NAC Breda.

## Biographie

### En club
Avec le club d'Odds BK, il dispute 130 matchs en première division norvégienne, inscrivant quatre buts. Il participe également à la Ligue Europa (12 matchs).
Il atteint la finale de la Coupe de Norvège en 2014, en étant battu par le Molde FK.
Le 14 février 2020 il s'engage au Vålerenga Fotball.

### En sélection
Il est sélectionné dans les équipes nationales de jeunes (- de 17 ans, espoirs et sélection olympique).

## Palmarès
- Finaliste de la Coupe de Norvège en 2014 avec l'Odds BK